# Leptonetoidea
Leptonetoidea es una superfamilia de arañas araneomorfas, constituida por tres familias de arañas con seis ojos:
- Leptonetidae: 22 géneros, 261 especies
- Ochyroceratidae: 14 géneros, 161 especies
- Telemidae: 7 géneros, 60 especies